# Aurikkojärvi
Aurikkojärvi är en sjö i kommunen Orivesi i landskapet Birkaland i Finland. Sjön ligger 84,2 meter över havet. Arean är 54 hektar och strandlinjen är 5,4 kilometer lång. Sjön  ingår i Kumo älvs huvudavrinningsområde.   Den ligger omkring 43 km nordöst om Tammerfors och omkring 170 km norr om Helsingfors. 